# 東京ディズニーリゾート・グッドネイバーホテル
東京ディズニーリゾート・グッドネイバーホテル（とうきょうディズニーリゾート・グッドネイバーホテル、英称：TOKYO DISNEY RESORT GOOD NEIGHBOR HOTEL）とは、4種類ある東京ディズニーリゾート公式・公認ホテルカテゴリーの一つで、オフィシャルホテル、パートナーホテルに次ぐランクであり、主に千葉県浦安市以外の東京23区内、千葉市等TDR近隣地区にあるホテルを指す。以下、グッドネイバーホテルと称する。

## グッドネイバーホテル一覧
グッドネイバーホテルとなっているホテルは、以下の10のホテル。
- 新宿エリア
  - 京王プラザホテル
- 台場・有明エリア
  - グランドニッコー東京 台場
  - ヒルトン東京お台場
  - 東京ベイ有明ワシントンホテル
  - 相鉄グランドフレッサ東京ベイ有明
- 江東・墨田エリア
  - 第一ホテル両国
  - 東武ホテルレバント東京
  - ホテルイースト21東京
- 千葉・幕張エリア
  - 京成ホテルミラマーレ
  - ホテルニューオータニ幕張

2005年2月以前は、新浦安駅周辺の浦安ブライトンホテル（2014年7月より浦安ブライトンホテル東京ベイに改称）、新浦安オリエンタルホテル（2007年4月よりオリエンタルホテル東京ベイに改称）もグッドネイバーホテルに含まれていた。この2つのホテルは、新たな提携ホテルジャンル「パートナーホテル」の設立に伴い、グッドネイバーホテルからパートナーホテルへ変更になった。また2010年9月までは、品川エリアにホテルパシフィック東京があったが、閉館したため脱退した。赤坂エクセルホテル東急 は2011年3月31日までで契約を終了し、脱退した。ホテルスプリングス幕張は2019年3月31日をもって契約満了のため脱退した。ホテルメトロポリタンエドモントは2020年12月31日をもって契約満了のため脱退し、千代田区からグッドネイバーホテルは消滅した。

## 特典
グッドネイバーホテルでは、以下の特典を受けられる。

### グッドネイバーホテル・シャトルの利用

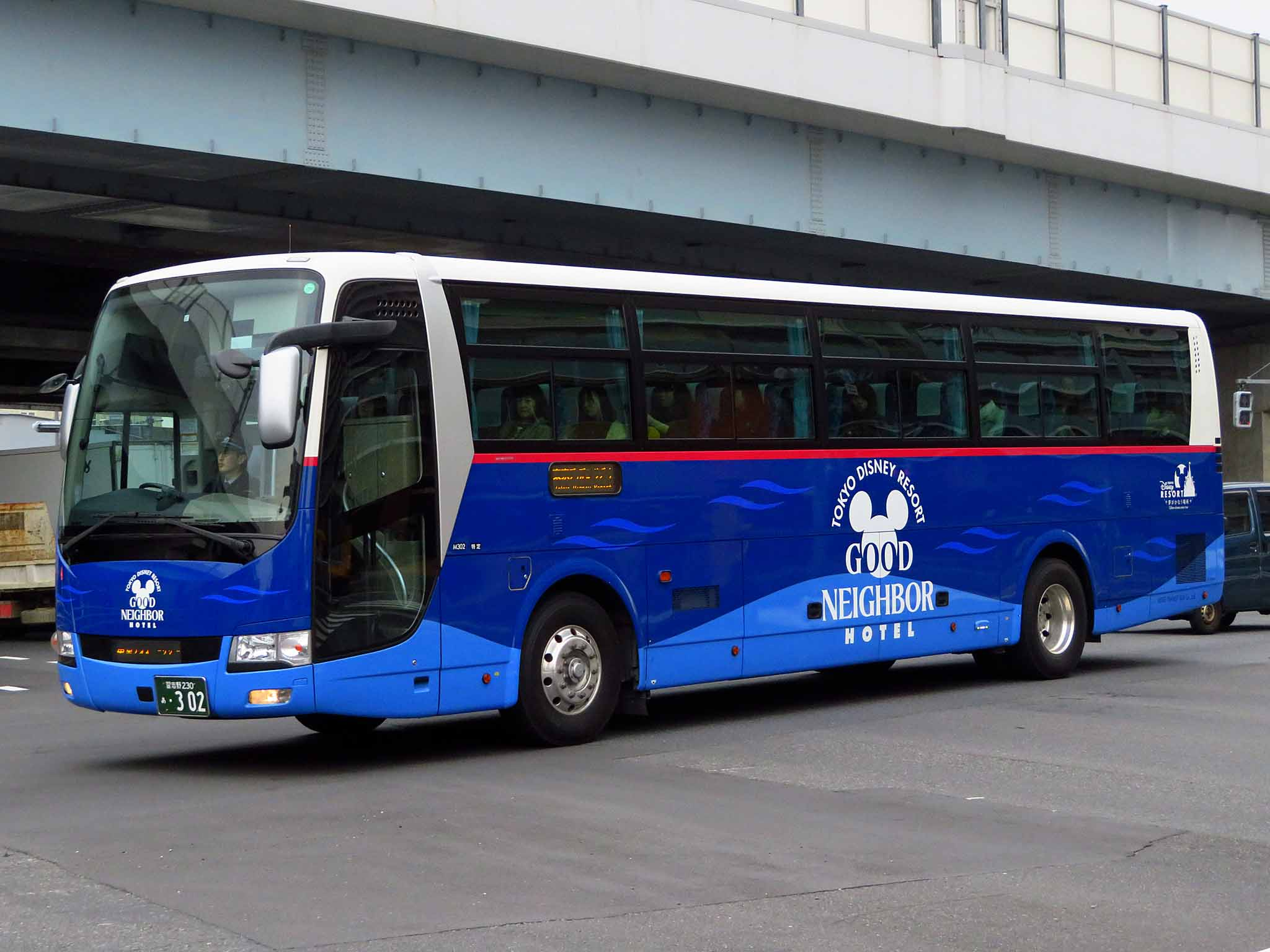
グッドネイバーホテルシャトル

宿泊者はホテルと東京ディズニーランド、東京ディズニーシー間の無料送迎バスグッドネイバーホテル・シャトルの利用ができる（定員49人、補助席も使える場合は最大60人）。利用にあたっては予約が必要である。
グッドネイバーホテル・シャトルは予約定員制であり、満席の場合は予約、利用ができない事がある。運行は、京成トランジットバスである。予約の受付手順や方法は、各ホテルで異なる。

### パーク情報の提供
パークの運営時間、イベントやショー公演時間の情報、アトラクションの休止情報など、パークの最新情報を提供する。

## TDR直営・公式・公認ホテル
TDR直営・公式・公認ホテルのカテゴリーは他に次の3種類が存在する。
- ディズニーホテル
- オフィシャルホテル
- パートナーホテル